# Stephon Jelks
Stephon Marshon Jelks (Valdosta, 4 luglio 1996) è un cestista statunitense.

## Carriera
Dopo aver trascorso la carriera universitaria con i Mercer Bears, il 29 luglio 2018 firma il primo contratto professionistico con l'UU-Korihait. Il 7 agosto 2019 passa all'Heidelberg, club tedesco militante in ProA; il 19 ottobre 2020 viene tesserato dallo Swans Gmunden, con cui vince il campionato, venendo poi confermato per un'altra stagione. Il 13 giugno 2022 firma con il Mitteldeutscher BC.

## Palmarès
- Campionato austriaco: 1

Swans Gmunden: 2020-21
- Supercoppa d'Austria: 1

Swans Gmunden: 2021